# NAFC-kampioenschap 1991
De NAFC-kampioenschap 1991 (North American Nations Cup) was de 4e editie van het NAFC-kampioenschap. Het zou tevens het laatste toernooi zijn. In 1991 volgde nog een toernooi in de Verenigde Staten. De CONCACAF Gold Cup, waar de NAFC-leden automatisch voor zijn geplaatst. Mexico won het laatste toernooi door eerste te worden in de poule.

## Eindstand
| Plek | Team             | Pts | Pld | W | D | L | GF | GA | GD |
| ---- | ---------------- | --- | --- | - | - | - | -- | -- | -- |
| 1    | Mexico           | 5   | 2   | 1 | 1 | 0 | 5  | 2  | +3 |
| 2    | Verenigde Staten | 4   | 2   | 1 | 1 | 0 | 4  | 2  | +2 |
| 3    | Canada           | 2   | 2   | 0 | 0 | 2 | 0  | 5  | –5 |

## Wedstrijden
|                                  |                           |       |                        |                                                                                            |
| 12 maart 1991 «onderlinge duels» | Verenigde Staten          | 2 – 2 | Mexico                 | Los Angeles Memorial Coliseum, Los Angeles Toeschouwers: 6.261 Scheidsrechter: Mario López |
| 12 maart 1991 «onderlinge duels» | Washington 44' Murray 89' |       | Valdéz 9' Espinoza 31' | Los Angeles Memorial Coliseum, Los Angeles Toeschouwers: 6.261 Scheidsrechter: Mario López |

|                                  |                         |       |        |                                                                                                 |
| 14 maart 1991 «onderlinge duels» | Mexico                  | 3 – 0 | Canada | Los Angeles Memorial Coliseum, Los Angeles Toeschouwers: 3.566 Scheidsrechter: Rodolfo Martínez |
| 14 maart 1991 «onderlinge duels» | Alves 5', 48' Duana 53' |       |        | Los Angeles Memorial Coliseum, Los Angeles Toeschouwers: 3.566 Scheidsrechter: Rodolfo Martínez |

|                                  |                           |       |        |                                                                                  |
| 16 maart 1991 «onderlinge duels» | Verenigde Staten          | 2 – 0 | Canada | El Camino College Torrance Toeschouwers: 2.705 Scheidsrechter: José Carlos Ortíz |
| 16 maart 1991 «onderlinge duels» | Washington 13' Murray 60' |       |        | El Camino College Torrance Toeschouwers: 2.705 Scheidsrechter: José Carlos Ortíz |

| Winnaar NAFC-kampioenschap 1991 |
| ------------------------------- |
|                                 |
| MEXICO 3e titel                 |

## Doelpuntenmakers
2 doelpunten
- Bruce Murray
- Dante Washington
- Luis Roberto Alves

1 doelpunt
- Missael Espinoza
- Luis Antonio Valdéz
- Pedro Duana